# Santiago Goicoechea Orsolides
Santiago Goicoechea Orsolides   (Barcelona, 10 de maig de 1905 - Barcelona, 8 de setembre de 1993) fou un jugador d'hoquei sobre herba català que va competir durant les dècades de 1920 i 1930.
Durant la seva carrera esportiva jugà al Reial Club de Polo de Barcelona, amb qui guanyà vuit Campionats de Catalunya (1923, 1924, 1925, 1929, 1932, 1934, 1935, 1936) i tres Copes d'Espanya (1924, 1925, 1929). Amb la selecció espanyola participà en els Jocs Olímpics d'Amsterdam de 1928.